# 小行星33027
小行星33027（33027 Brouillac）是一颗绕太阳运转的小行星，为主小行星带小行星。该小行星于1997年8月19日发现。

## 轨道参数
小行星33027的轨道半长轴为344 750 687 km，2.3044832 UA，离心率为0.229。